# Hillsboro, Iowa
Hillsboro là một thành phố thuộc quận Henry, tiểu bang Iowa, Hoa Kỳ. Năm 2010, dân số của thành phố này là 180 người.

## Dân số
Dân số qua các năm:
- Năm 2000: 205 người.
- Năm 2010: 180 người.